# Campionat AMA de motocròs
El Campionat AMA de motocròs (en anglès, AMA Motocross Championship i conegut popularment com a AMA Motocross o AMA Pro Motocross) és la competició de motocròs més important dels Estats Units. Es disputa d'ençà de 1972 i està regulat per l'Associació Motociclista Americana (AMA) i organitzat per l'empresa MX Sports Pro Racing. El patrocinador principal n'és Lucas Oil, motiu pel qual el campionat s'anomena comercialment Lucas Oil Pro Motocross.

## Història

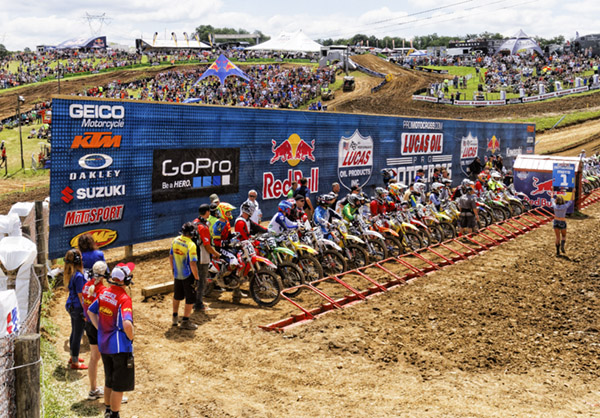
Sortida d'una de les curses del campionat del 2011, a Pennsilvània

El motocròs es va introduir als Estats Units a finals de la dècada del 1960. Competicions com ara la Inter-AM i la Trans-AMA van servir perquè els pilots americans aprenguessin la tècnica d'aquest esport dels asos europeus que hi participaven. Els anys 1970 i 1971, a manca d'un campionat nacional, l'AMA va proclamar Campió dels Estats Units de motocròs el nord-americà més ben classificat a la Trans-AMA. El 1970, el títol l'obtingué Dick Burleson, quart a la Trans-AMA. El 1971 s'atorgaren dos títols: l'absolut, per a Mark Blackwell (catorzè a la Trans-AMA) i el de 250cc per a Gary Jones (setè a la Inter-AMA). Finalment, l'AMA va instaurar el Campionat nacional de motocròs el 1972.
La competició es va estrenar amb la introducció de dues categories (classes) basades en fórmules de motors de 500 cc i 250 cc. El 1974 s'hi afegí la de 125 cc. A mesura que la tecnologia del motocròs evolucionava, les motocicletes de 500 cc esdevingueren massa potents per al pilot mitjà, fent que minvés el nombre de participants en aquesta categoria. Finalment, l'AMA la discontinuà després de la temporada de 1993.
El 1996 es creà un campionat nacional femení, anomenat Women's MX, que es va mantenir fins al 2018. Cal dir que, entre 1974 i 1995, malgrat no existir encara un campionat professional femení dirigit per l'AMA, es disputaren competicions amateurs per a dones anomenades inicialment Powder Puff National Championship i, més tard, Women's Motocross Nationals (tot i que normalment eren títols decidits a una única prova).
Mirant d'atènyer la regulació d'emissions, el 1994 l'AMA augmentà la cilindrada màxima permesa per als motors de quatre temps i el 1997, en un esforç per a encoratjar els fabricants a desenvolupar motocicletes amb aquesta mena de motors, més respectuosos amb el medi ambient, en flexibilitzà les normes d'homologació. El 2006, la categoria de 250 cc passà a anomenar-se MX, amb una formulació que permetia motors de 150 a 250 cc de dos temps o de 251 a 450 cc de quatre temps. La categoria de 125 cc es reanomenà MX Lites, permetent de 0 a 125 cc de dos temps o de 150 a 250 cc de quatre temps. El 2009, la categoria MX fou reanomenada 450 i la MX Lites, 250 per tal de reflectir el fet que tots els fabricants competidors havien adoptat la motorització de quatre temps.

### Resum: Evolució de les classes
A data de 2023, el campionat AMA constava de dues classes: 450, la principal, i 250. Tot seguit es resumeix l'evolució que han experimentat les classes del campionat des de la seva instauració fins a l'actualitat:
| Període          | De   | A          | Classe   | Àlies        | Motor | Cilindrada      |
| ---------------- | ---- | ---------- | -------- | ------------ | ----- | --------------- |
| 1972- 2005       | 1972 | 1993       | 500cc    | -            | 2T    | Fins a 500 cc   |
| 1972- 2005       | 1972 | 2005       | 250cc    | -            | 2T    | Fins a 250 cc   |
| 1972- 2005       | 1974 | 2005       | 125cc    | -            | 2T    | Fins a 125 cc   |
| 1972- 2005       | 1996 | 2005       | Women's  | WMX          | 2T    | Fins a 125 cc   |
| 2006- Actualitat | 2006 | 2008       | MX       | -            | 2T    | De 150 a 250 cc |
| 2006- Actualitat | 2006 | 2008       | MX       | -            | 4T    | De 251 a 450 cc |
| 2006- Actualitat | 2006 | 2008       | MX Lites | Lites        | 2T    | Fins a 125 cc   |
| 2006- Actualitat | 2006 | 2008       | MX Lites | Lites        | 4T    | De 150 a 250 cc |
| 2006- Actualitat | 2006 | 2018       | Women's  | WMX          | 4T    | Fins a 250 cc   |
| 2006- Actualitat | 2009 | Actualitat | 450      | 450MX, 450cc | 4T    | De 251 a 450 cc |
| 2006- Actualitat | 2009 | Actualitat | 250      | 250MX, 250cc | 4T    | De 150 a 250 cc |

1. ↑  Durant major part de les dècades del 1970 i 1980, la classe 250cc admetia també motocicletes amb motor de quatre temps de fins a 360 cc. El 1994, aquest límit fou augmentat a 550 cc.[6]

## Llista de guanyadors
Font:

### Primera etapa (1972-2005)
| Any  | 500 cc            | 500 cc      | 250 cc            | 250 cc      | 125 cc          | 125 cc      |
| Any  | Campió            | Motocicleta | Campió            | Motocicleta | Campió          | Motocicleta |
| ---- | ----------------- | ----------- | ----------------- | ----------- | --------------- | ----------- |
| 1972 | Brad Lackey       | Kawasaki    | Gary Jones        | Yamaha      | -               | -           |
| 1973 | Pierre Karsmakers | Yamaha      | Gary Jones        | Honda       | -               | -           |
| 1974 | Jimmy Weinert     | Kawasaki    | Gary Jones        | Can-Am      | Marty Smith     | Honda       |
| 1975 | Jimmy Weinert     | Kawasaki    | Tony DiStefano    | Suzuki      | Marty Smith     | Honda       |
| 1976 | Kent Howerton     | Husqvarna   | Tony DiStefano    | Suzuki      | Bob Hannah      | Yamaha      |
| 1977 | Marty Smith       | Honda       | Tony DiStefano    | Suzuki      | Broc Glover     | Yamaha      |
| 1978 | Rick Burgett      | Yamaha      | Bob Hannah        | Yamaha      | Broc Glover     | Yamaha      |
| 1979 | Danny LaPorte     | Suzuki      | Bob Hannah        | Yamaha      | Broc Glover     | Yamaha      |
| 1980 | Chuck Sun         | Honda       | Kent Howerton     | Suzuki      | Mark Barnett    | Suzuki      |
| 1981 | Broc Glover       | Yamaha      | Kent Howerton     | Suzuki      | Mark Barnett    | Suzuki      |
| 1982 | Darrell Shultz    | Honda       | Donnie Hansen     | Honda       | Mark Barnett    | Suzuki      |
| 1983 | Broc Glover       | Yamaha      | David Bailey      | Honda       | Johnny O'Mara   | Honda       |
| 1984 | David Bailey      | Honda       | Rick Johnson      | Yamaha      | Jeff Ward       | Kawasaki    |
| 1985 | Broc Glover       | Yamaha      | Jeff Ward         | Kawasaki    | Ron Lechien     | Honda       |
| 1986 | David Bailey      | Honda       | Rick Johnson      | Honda       | Micky Dymond    | Honda       |
| 1987 | Rick Johnson      | Honda       | Rick Johnson      | Honda       | Micky Dymond    | Honda       |
| 1988 | Rick Johnson      | Honda       | Jeff Ward         | Kawasaki    | George Holland  | Honda       |
| 1989 | Jeff Ward         | Kawasaki    | Jeff Stanton      | Honda       | Mike Kiedrowski | Honda       |
| 1990 | Jeff Ward         | Kawasaki    | Jeff Stanton      | Honda       | Guy Cooper      | Suzuki      |
| 1991 | Jean-Michel Bayle | Honda       | Jean-Michel Bayle | Honda       | Mike Kiedrowski | Kawasaki    |
| 1992 | Mike Kiedrowski   | Kawasaki    | Jeff Stanton      | Honda       | Jeff Emig       | Yamaha      |
| 1993 | Mike LaRocco      | Kawasaki    | Mike Kiedrowski   | Kawasaki    | Doug Henry      | Honda       |
| 1994 | -                 | -           | Mike LaRocco      | Kawasaki    | Doug Henry      | Honda       |
| 1995 | -                 | -           | Jeremy McGrath    | Honda       | Steve Lamson    | Honda       |

| Any  | 250 cc           | 250 cc      | 125 cc            | 125 cc      | Women's MX        | Women's MX  |
| Any  | Campió           | Motocicleta | Campió            | Motocicleta | Campiona          | Motocicleta |
| ---- | ---------------- | ----------- | ----------------- | ----------- | ----------------- | ----------- |
| 1996 | Jeff Emig        | Kawasaki    | Steve Lamson      | Honda       | Shelly Kann       | Yamaha?     |
| 1997 | Jeff Emig        | Kawasaki    | Ricky Carmichael  | Kawasaki    | Tracy Fleming     | Yamaha?     |
| 1998 | Doug Henry       | Yamaha      | Ricky Carmichael  | Kawasaki    | Dee Ann Wood      | Kawasaki    |
| 1999 | Greg Albertyn    | Suzuki      | Ricky Carmichael  | Kawasaki    | Stefy Bau         | Kawasaki?   |
| 2000 | Ricky Carmichael | Kawasaki    | Travis Pastrana   | Suzuki      | Jessica Patterson | Kawasaki    |
| 2001 | Ricky Carmichael | Kawasaki    | Mike Brown        | Kawasaki    | Tania Satchwell   | Yamaha      |
| 2002 | Ricky Carmichael | Honda       | James Stewart Jr. | Kawasaki    | Stefy Bau         | Honda       |
| 2003 | Ricky Carmichael | Honda       | Grant Langston    | KTM         | Steffi Laier      | KTM         |
| 2004 | Ricky Carmichael | Honda       | James Stewart Jr. | Kawasaki    | Jessica Patterson | Honda       |
| 2005 | Ricky Carmichael | Suzuki      | Ivan Tedesco      | Kawasaki    | Jessica Patterson | Honda       |

### Segona etapa (2006-Actualitat)
A 15 de setembre de 2024
| Any  | 450               | 450         | 250              | 250         | Women's MX        | Women's MX  |
| Any  | Campió            | Motocicleta | Campió           | Motocicleta | Campiona          | Motocicleta |
| ---- | ----------------- | ----------- | ---------------- | ----------- | ----------------- | ----------- |
| 2006 | Ricky Carmichael  | Suzuki      | Ryan Villopoto   | Kawasaki    | Jessica Patterson | Honda       |
| 2007 | Grant Langston    | Yamaha      | Ryan Villopoto   | Kawasaki    | Jessica Patterson | Honda       |
| 2008 | James Stewart Jr. | Kawasaki    | Ryan Villopoto   | Kawasaki    | Ashley Fiolek     | Honda       |
| 2009 | Chad Reed         | Suzuki      | Ryan Dungey      | Suzuki      | Ashley Fiolek     | Honda       |
| 2010 | Ryan Dungey       | Suzuki      | Trey Canard      | Honda       | Jessica Patterson | Yamaha      |
| 2011 | Ryan Villopoto    | Kawasaki    | Dean Wilson      | Kawasaki    | Ashley Fiolek     | Honda       |
| 2012 | Ryan Dungey       | KTM         | Blake Baggett    | Kawasaki    | Ashley Fiolek     | Honda       |
| 2013 | Ryan Villopoto    | Kawasaki    | Eli Tomac        | Honda       | Jessica Patterson | Honda       |
| 2014 | Ken Roczen        | KTM         | Jeremy Martin    | Yamaha      | Marissa Markelon  | Kawasaki    |
| 2015 | Ryan Dungey       | KTM         | Jeremy Martin    | Yamaha      | Kylie Fasnacht    | Kawasaki    |
| 2016 | Ken Roczen        | Suzuki      | Cooper Webb      | Yamaha      | Kylie Fasnacht    | Kawasaki    |
| 2017 | Eli Tomac         | Kawasaki    | Zach Osborne     | Husqvarna   | Kylie Fasnacht    | Kawasaki    |
| 2018 | Eli Tomac         | Kawasaki    | Aaron Plessinger | Yamaha      | Jordan Jarvis     | Yamaha      |

| Any  | 450             | 450         | 250              | 250         |
| Any  | Campió          | Motocicleta | Campió           | Motocicleta |
| ---- | --------------- | ----------- | ---------------- | ----------- |
| 2019 | Eli Tomac       | Kawasaki    | Adam Cianciarulo | Kawasaki    |
| 2020 | Zach Osborne    | Husqvarna   | Dylan Ferrandis  | Yamaha      |
| 2021 | Dylan Ferrandis | Yamaha      | Jett Lawrence    | Honda       |
| 2022 | Eli Tomac       | Yamaha      | Jett Lawrence    | Honda       |
| 2023 | Jett Lawrence   | Honda       | Hunter Lawrence  | Honda       |
| 2024 | Chase Sexton    | KTM         | Haiden Deegan    | Yamaha      |

Notes
1. ↑  La categoria "450", reservada a motocicletes de fins a 450 cc amb motor de quatre temps, s'anomenà "MX" entre el 2006 i el 2008.
2. ↑  La categoria "250", reservada a motocicletes de fins a 250 cc amb motor de quatre temps, s'anomenà "MX Lites" entre el 2006 i el 2008.

## Estadístiques

### Campions amb més de 3 títols
A 15 de setembre de 2024
| Pilot             | Títols                               |
| ----------------- | ------------------------------------ |
| Ricky Carmichael  | 10 (1 x 450cc, 6 x 250cc, 3 x 125cc) |
| Jessica Patterson | 7 (7 x Women)                        |
| Broc Glover       | 6 (3 x 500cc, 3 x 125cc)             |
| Eli Tomac         | 5 (4 x 450, 1 x 250)                 |
| Rick Johnson      | 5 (2 x 500cc, 3 x 250cc)             |
| Jeff Ward         | 5 (2 x 500cc, 2 x 250cc, 1 x 125cc)  |
| Ryan Villopoto    | 5 (2 x 450, 3 x Lites)               |
| Ryan Dungey       | 4 (3 x 450, 1 x 250)                 |
| Mike Kiedrowski   | 4 (1 x 500cc, 1 x 250cc, 2 x 125cc)  |
| Ashley Fiolek     | 4 (4 x Women)                        |

## Llista de circuits emprats

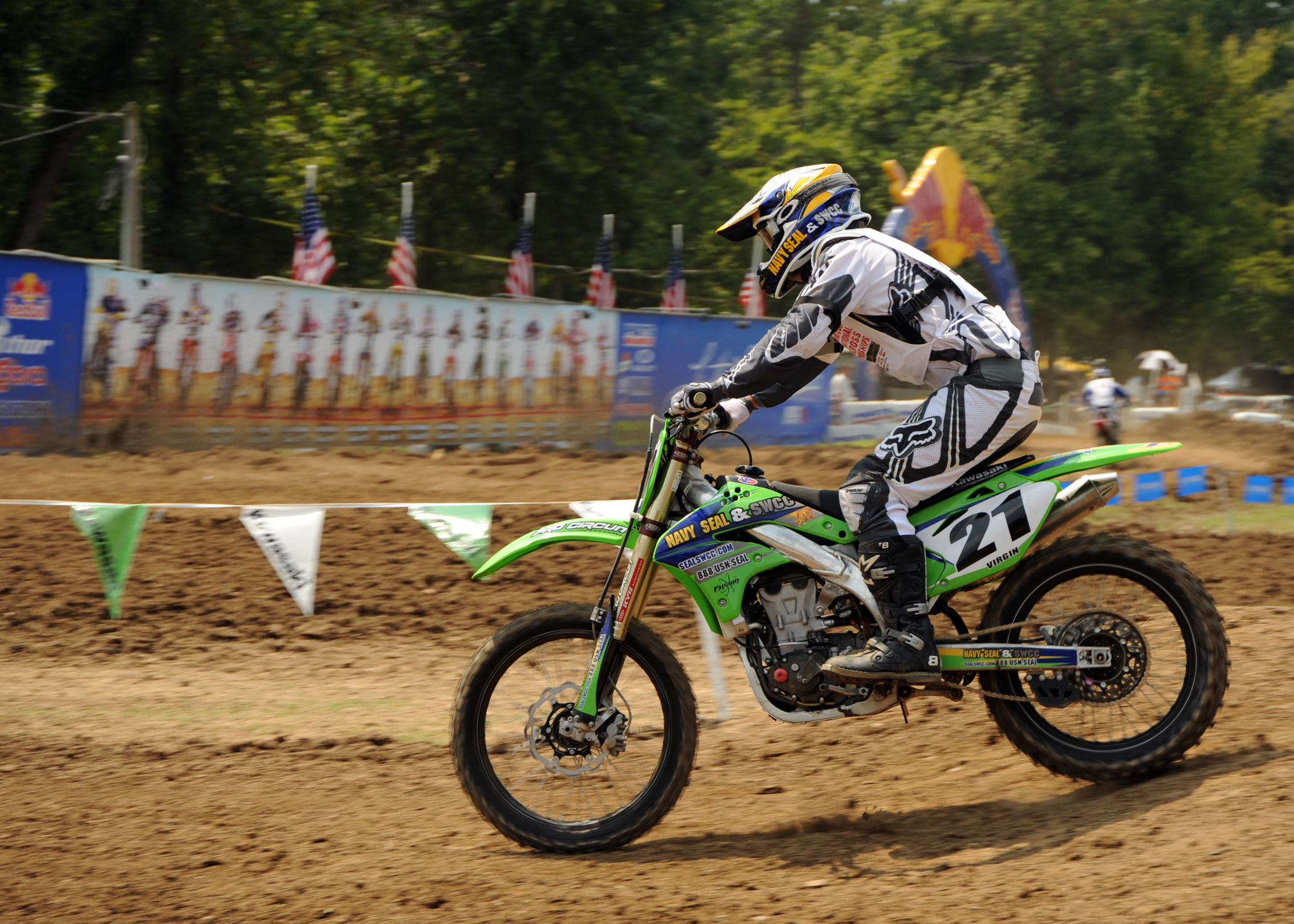
Cursa al circuit de Hurricane Mills (Tennessee) el 2009

A 15 de desembre de 2022
| Circuit                               | Població        | Estat              | Període                                                     |
| ------------------------------------- | --------------- | ------------------ | ----------------------------------------------------------- |
| Unadilla MX                           | Unadilla        | Nova York          | 1972-1973, 1976-1977, 1989-1991, 1993-2019, 2021-actualitat |
| Hangtown Motocross Classic            | Rancho Cordova  | Califòrnia         | 1974-2019, 2021-actualitat                                  |
| Red Bud MX                            | Buchanan        | Michigan           | 1974, 1976-actualitat                                       |
| The Wick 338                          | Southwick       | Massachusetts      | 1976-1982, 1986-2013, 2016-2019, 2021-actualitat            |
| High Point Raceway                    | Mount Morris    | Pennsilvània       | 1977-2019, 2021-actualitat                                  |
| Washougal MX Park                     | Washougal       | Washington         | 1980-1986, 1988-2019, 2021-actualitat                       |
| Spring Creek MX Park                  | Millville       | Minnesota          | 1983-actualitat                                             |
| Budds Creek Motocross Park            | Mechanicsville  | Maryland           | 1989-1992, 1994-2019, 2021-actualitat                       |
| Thunder Valley Motocross Park         | Lakewood        | Colorado           | 2005-actualitat                                             |
| Fox Raceway at Pala                   | Pala            | Califòrnia         | 2010-2011, 2019-actualitat                                  |
| Ironman Raceway                       | Crawfordsville  | Indiana            | 2014-actualitat                                             |
| WW Ranch Motocross Park               | Jacksonville    | Florida            | 2019-2020                                                   |
| Loretta Lynn's Dude Ranch             | Hurricane Mills | Tennessee          | 2020                                                        |
| Glen Helen Raceway                    | San Bernardino  | Califòrnia         | 1993, 1996-2009, 2014-2018                                  |
| Muddy Creek Raceway                   | Blountville     | Tennessee          | 2013-2018                                                   |
| Miller Motorsports Park               | Tooele          | Utah               | 2013-2015                                                   |
| Lake Elsinore MX                      | Lake Elsinore   | Califòrnia         | 2012-2013                                                   |
| Steel City Raceway                    | Delmont         | Pennsilvània       | 1988-2012                                                   |
| Freestone County Raceway              | Wortham         | Texas              | 2007-2012                                                   |
| Broome-Tioga Sports Center            | Binghamton      | Nova York          | 1979-2006                                                   |
| Kenworthy's Motocross Park            | Troy            | Ohio               | 1987-2002, 2004                                             |
| Gatorback Cycle Park                  | Gainesville     | Florida            | 1983-1997                                                   |
| Lake Sugar Tree MX Park               | Axton           | Virgínia           | 1975-1977, 1987-1991                                        |
| Lakewood Sportcycle Park              | Lakewood        | Colorado           | 1979-1980 1983-1988                                         |
| Good Times MX Park                    | San Antonio     | Texas              | 1987-1988                                                   |
| Secession MX Park                     | Anderson        | Carolina del Sud   | 1987                                                        |
| Hollister Hills                       | Hollister       | Califòrnia         | 1986                                                        |
| Six Flags Atlanta                     | Atlanta         | Geòrgia            | 1984-1985                                                   |
| Las Vegas Motocross Park              | Las Vegas       | Nevada             | 1985                                                        |
| Saddleback Park                       | Orange          | Califòrnia         | 1972-1973, 1980-1984                                        |
| Lake Whitney Cycle Ranch              | Lake Whitney    | Texas              | 1973, 1975, 1977-1978, 1981-1983                            |
| St Louis International Raceway        | Madison         | Illinois           | 1983                                                        |
| Road Atlanta                          | Braselton       | Geòrgia            | 1972-1973, 1981-1982                                        |
| Carlsbad Raceway                      | Carlsbad        | Califòrnia         | 1972, 1981-1982                                             |
| Sunshine Speedway                     | St. Petersburg  | Florida            | 1976-1982                                                   |
| CDR Tech Track                        | Castle Rock     | Colorado           | 1981-1982                                                   |
| Atlanta Motor Speedway                | Hampton         | Geòrgia            | 1978-80                                                     |
| Sonoma Raceway                        | Sonoma          | Califòrnia         | 1978-1980                                                   |
| Rio Bravo MX Park                     | Houston         | Texas              | 1972-1973, 1976-1979                                        |
| Omaha Moto Park                       | Herman          | Nebraska           | 1975, 1977-1979                                             |
| Metrolina Speedway Park               | Charlotte       | Carolina del Nord  | 1977-1979                                                   |
| Racing World                          | Trabuco Canyon  | Califòrnia         | 1978-1979                                                   |
| Canyon Raceway                        | Phoenix         | Arizona            | 1979                                                        |
| Cycle World USA                       | St. Peters      | Missouri           | 1976-1978c                                                  |
| Agency Motocross                      | St. Joseph      | Missouri           | 1977-1978                                                   |
| Pine Top Motorcycle Park              | Escoheag        | Rhode Island       | 1978                                                        |
| Cycle-Rama                            | San Antonio     | Texas              | 1975-1977                                                   |
| Midland Motocross Park                | Midland         | Michigan           | 1975-1977                                                   |
| Burnt Hickory Motocross               | Dallas          | Geòrgia            | 1977                                                        |
| Hillside Park                         | Nashville       | Tennessee          | 1977                                                        |
| Sandy Oaks Raceway                    | Keithsburg      | Illinois           | 1977                                                        |
| Delta Motorsport Park                 | Delta           | Ohio               | 1973-1976                                                   |
| Motocross West                        | New Orleans     | Louisiana          | 1973-1976                                                   |
| Moto-Masters Park                     | Mexico          | Nova York          | 1974-1976                                                   |
| Castle Point Moto Sport Park          | New Castle      | Kentucky           | 1975-1976                                                   |
| Appalachian Highlands Motorsport Park | Keyers Ridge    | Maryland           | 1976                                                        |
| Fastrack Motocross Park               | Phoenix         | Arizona            | 1976                                                        |
| Pennsylvania Motocross Park           | Allentown       | Pennsilvània       | 1976                                                        |
| Towaligo River Park                   | Forsyth         | Geòrgia            | 1976                                                        |
| Baldwin Motoross Park                 | Baldwin         | Kansas             | 1973-1975                                                   |
| Appalachia Lake Park                  | Bruceton Mills  | Virgínia de l'Oest | 1974-1975                                                   |
| Ohio International Raceway            | Ravenna         | Ohio               | 1975                                                        |
| Mid-Ohio MX Park                      | Lexington       | Ohio               | 1972-1974                                                   |
| Manning Cycle Park                    | Tooele          | Utah               | 1973-1974                                                   |
| Baymare Cycle Park                    | Moorpark        | Califòrnia         | 1974                                                        |
| Gran-Am Motocross Park                | Hamersville     | Ohio               | 1974                                                        |
| Highland Hills                        | HIllsboro       | Ohio               | 1974                                                        |
| Talladega Superspeedway               | Talladega       | Alabama            | 1972-1973                                                   |
| Arizona Cycle Park                    | Phoenix         | Arizona            | 1972-1973                                                   |
| Carnegie Cycle Park                   | Livermore       | Califòrnia         | 1972-1973                                                   |
| Desoto Cycle Ranch                    | Olive Branch    | Mississipi         | 1972-1973                                                   |
| Orlando Sports Stadium                | Orlando         | Florida            | 1972-1973                                                   |
| Puyallup Raceway Park                 | Puyallup        | Washington         | 1972-1973                                                   |
| Snyder Park                           | Washington      | Indiana            | 1972-1973                                                   |
| Amelia Earhardt Park                  | Hialeah         | Florida            | 1973                                                        |
| Cherokee MX Park                      | Opelousas       | Louisiana          | 1973                                                        |
| Cycle-Rama Recreational Park          | Sligo           | Kentucky           | 1973                                                        |
| Pocono Raceway                        | Long Pond       | Pennsilvània       | 1973                                                        |
| Zoar Motor Park                       | Springville     | Nova York          | 1973                                                        |
| Cal-Expo                              | Sacramento      | Califòrnia         | 1972                                                        |
| Honda Hills                           | Columbus        | Ohio               | 1972                                                        |
| Mid-American Motocross                | St. Peters      | Missouri           | 1972                                                        |
| Moto-sports Racing Circus             | Elkhorn         | Wisconsin          | 1972                                                        |
| Owyhee M/C Clubgrounds                | Boise           | Idaho              | 1972                                                        |
| Straddle Line Park                    | Olympia         | Washington         | 1972                                                        |
| Tahoe Recreation Park                 | Tahoe Vista     | Califòrnia         | 1972                                                        |

## El motocròs als Estats Units

### Antecedents
L'antecedent més llunyà de l'actual motocròs fou el Southern Scott Scramble, una mena de cursa motociclista camp a través que se celebrà a Surrey, Anglaterra, el 1924. Aquesta nova modalitat de motociclisme es conegué com a Scramble al Regne Unit fins a ben entrada la dècada del 1960, però a la resta d'Europa agafà el nom que li donaren en francès, Moto-Cross (de "motocicleta" i "cross-country"). Als Estats Units, aquesta modalitat s'hi va introduir ben aviat, tot i que en formats diferents i sense gaire repercussió.
El 1926, dos anys després del primer Scramble britànic, el Crotona Motorcycle Club de Nova York va organitzar una prova similar prop d'Armonk, Nova York, a la qual va anomenar "TT" (de Tourist Trophy). Malgrat tenir poques similituds amb el TT de l'Illa de Man, el club de Crotona va triar aquest nom perquè els participants, a bord de motocicletes de turisme, començaven la cursa a intervals de temps regulars, com a l'illa de Man. El primer TT de Crotona era molt semblant al Southern Scott Scramble, només que amb menys distància a recórrer: els pilots havien de seguir un camí sinuós per un pomerar. A partir d'aleshores, però, les curses camp a través evolucionaren de manera molt diferent a Europa, on es consolidaren amb el format actual (circuits tancats de longitud mitjana que calia recórrer durant uns 45 minuts) i als Estats Units, on s'estilava més un tipus de cursa semblant als Hare scramble o les curses de desert, amb poques voltes a llargs recorreguts per camp obert. Calgué esperar 40 anys perquè el motocròs amb format europeu arribés finalment a Amèrica.
Amb l'arribada de la Gran Depressió, durant la dècada de 1930, el motociclisme (i amb ell, l'incipient "motocròs") gairebé va desaparèixer del tot al país, on les motocicletes no gaudien de tanta popularitat com a Europa i eren considerades un objecte de luxe totalment prescindible en època de crisi. Passada la Segona Guerra Mundial, amb la millora econòmica que es produí durant la dècada de 1950, els esports començaren a popularitzar-se als EUA, ajudats per l'aparició de la televisió. Durant la dècada del 1960, la competició fora d'asfalt va experimentar un fort creixement al país: el desenvolupament de motos més lleugeres va propiciar-hi un gran entusiasme pels Scrambles (o "TT"), les curses de desert i l'enduro. El 1961, l'AMA va aprovar la normativa per a una nova forma de competició anomenada "moto-cross", molt semblant als típics scrambles però amb un mètode de puntuació diferent. L'AMA havia donat cobertura oficial a curses d'aquesta mena des del 1959, quan el Comitè Esportiu de Nova Anglaterra n'organitzava alguna al Bell Cycle Ranch, una parcel·la de 400 ha propietat del concessionari de Maico a Grafton (Vermont), Perley Bell. A la costa oest, la promoció del motocròs es pot remuntar a la primavera de 1966, quan se n'organitzà una cursa a Sycamore Park, prop d'Irvine (Califòrnia), que guanyà Paul Hunt amb una Rickman Métisse amb motor Triumph que acabava d'importar d'Anglaterra (Hunt era un dels pocs americans que havien visitat Europa per a provar-hi el motocròs).

### La promoció d'Edison Dye

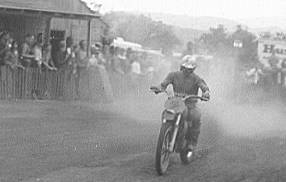
Bengt Åberg a Westlake, durant la Inter-AM de 1969

Malgrat els primers intents, reduïts a algunes curses esparses i sense repercussió, d'introduir al país alguna cosa equiparable al motocròs, a mitjan dècada del 1960 aquesta modalitat seguia sent pràcticament desconeguda als EUA. No fou fins a l'entrada en escena d'Edison Dye que el motocròs amb format europeu arribà oficialment a Amèrica i s'hi consolidà definitivament. Edison Dye (1918-2007), conegut més tard com a The Father of American Motocross ("El pare del motocròs americà"), era un empresari que havia començat a importar les Husqvarna als EUA el 1966. Per tal de promocionar la marca, va convèncer la fàbrica perquè enviés el seu pilot estrella, Torsten Hallman (campió del món de 250cc), perquè col·laborés amb ell en la promoció del motocròs, principalment competint amb els millors pilots nord-americans en curses de demostració al llarg del país. Durant la tardor de 1966, Hallman començà la seva gira promocional amb una exhibició a Pepperell, Massachusetts. Al llarg d'aquell any, Hallman i Dye van organitzar sis esdeveniments més i el resultat sempre fou el mateix: victòria aclaparadora de Torsten Hallman davant els seus rivals americans.
L'èxit de les demostracions de Hallman va encoratjar Dye a organitzar competicions arreu del país en què, a banda del suec, hi convidava els millors experts europeus. El 1967, Edison Dye va organitzat la primera "Inter-America", coneguda com a Inter-AM, un torneig amb curses arreu dels EUA que enfrontava els asos europeus amb els nord-americans. El públic i els aficionats al motociclisme nord-americans van quedar impressionats per aquesta nova modalitat, molt més espectacular que els scrambles que coneixien, i això va suposar un augment dràstic de la popularitat del motocròs al país. Els pilots d'altres disciplines es van passar en massa al motocròs, il·lusionats amb la possibilitat de poder competir per un cost inicial relativament baix i, en qüestió de pocs anys, el motocròs esdevingué la modalitat de motociclisme més seguida i coneguda d'una punta a l'altra dels Estats Units. Aviat en van sorgir els primers pioners reeixits en competició, com ara John DeSoto, Ron Nelson i Tim Hart.
La Inter-AM s'anà desenvolupant anualment fins que el 1970 l'AMA ingressà a la FIM i instaurà una mena de torneig paral·lel que anomenà Trans-AMA (ampliat un any després amb la Inter-AMA per a motos de 250cc). En entrar en conflicte ambdues competicions, la Inter-AM fou cancel·lada i a partir d'aleshores se celebrà anualment la nova Trans-AMA. Edison Dye n'esdevingué promotor d'alguna cursa fins al 1973, en què la manca d'entesa entre l'empresari i l'AMA va provocar que aquesta l'apartés definitivament de l'organització de curses de motocròs.

### L'eclosió de la dècada del 1970
Després d'uns anys d'aprenentatge en què els americans eren mers comparses dels asos europeus, aquells van començar a prendre el protagonisme. Ja a la prova inaugural de la Inter-AMA de 1972, a Boise (Idaho), Gary Jones va esdevenir el primer americà a batre els millors pilots europeus. El 1973, Jim Pomeroy va superar la fita en vèncer de forma inesperada el Gran Premi d'Espanya de 250cc al circuit del Vallès, una victòria que va tenir una gran repercussió als Estats Units. Aquell mateix any, a la tardor, Jimmy Weinert esdevingué el primer americà a derrotar els europeus durant la Trans-AMA, concretament a la cursa de Rio Bravo (Texas).
A començaments dels 70, el motocròs ja era un esport consolidat als Estats Units, on comptava amb un gran seguiment. L'AMA va instaurar el Campionat nacional de 250 i de 500cc el 1972 (a partir de 1974, s'hi afegí la cilindrada dels 125cc). El 1973 se celebrà a Carlsbad (Califòrnia) el I Gran Premi dels Estats Units de 500cc. La gran efervescència d'aquest esport al país va fer que, ben aviat, hi nasqués una nova modalitat: el supercross, en què els circuits es basteixen temporalment en estadis o equipaments esportius. La primera cursa d'aquesta mena s'anomenà "Super Bowl of Motocross" i es va disputar a Los Angeles el 8 de juliol de 1972. El guanyador en fou un jove Marty Tripes de només 16 anys. El 1974, l'AMA va instaurar el Campionat nacional de supercross, el més antic del món d'aquesta disciplina. Força anys després, a la dècada del 1990, del supercross se'n va derivar una nova modalitat, el Freestyle Motocross (FMX), en què es puntuen les acrobàcies dels pilots.

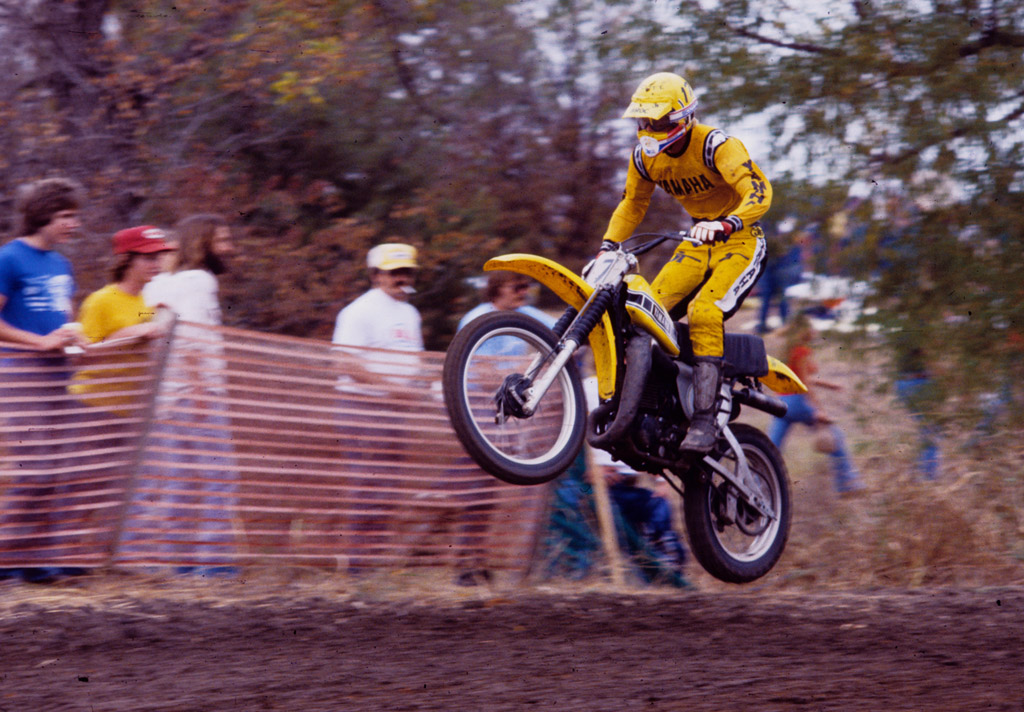
Broc Glover amb la Yamaha a la Trans-AMA de 1977

A banda del supercross i l'FMX, els Estats Units varen ser el bressol d'una altra modalitat relacionada amb el motocròs: el BMX, una mena de motocròs en bicicleta que es va originar a començaments de la dècada del 1970 al sud de Califòrnia. La pel·lícula On Any Sunday de 1971, nominada a l'Oscar al millor documental de 1972, mostra a la seqüència d'obertura uns nens corrent amb les seves bicicletes per una pista de terra, a imitació dels motociclistes, i aquesta escena ha estat considerada la responsable directa del ràpid creixement del BMX.
També durant aquella època va néixer al país una nova variant del motocròs, en aquest cas el motocròs femení. Des de la primera edició d'una mena de campionat nacional femení el 1974 (l'anomenat Powder Puff National), les dones van anar incrementant la seva implicació en aquest esport i pujant de nivell. Actualment, el motocròs femení és una realitat que compta amb nombroses practicants, tant als Estats Units com a la resta del món. D'entre les pioneres americanes cal esmentar Sue Fish, Lisa Akin i l'espanyola resident a Califòrnia Mercedes González. Més recentment, Ashley Fiolek, Jessica Patterson i Kylie Fasnacht han dominat la disciplina i n'han guanyat diversos campionats AMA.
Cap a la dècada del 1980, el nivell assolit pels pilots americans els convertí en una potència mundial del motocròs. Pilots com ara Marty Smith, Tony DiStefano, Kent Howerton, Broc Glover o Bob Hannah, tot i centrar-se en els campionats AMA, vencien repetidament els europeus en les poques ocasions que hi coincidien, com ara a la Trans-AMA, el Gran Premi dels Estats Units o en comptades sortides a Europa. El 1981, la selecció americana (dirigida per Roger De Coster i formada per Chuck Sun, Johnny O'Mara, Danny LaPorte i Donnie Hansen) guanyà per primera vegada a la història el Motocross des Nations, així com el Trophée des Nations, i encetà una llarga època de domini americà en ambdues competicions. El 1982, Danny LaPorte i Brad Lackey esdevingueren els primers nord-americans a guanyar el campionat del món (concretament, els de 250cc i 500cc respectivament), els primers d'una llista que inclou Donny Schmit, Trampas Parker i Bob Moore.
Actualment, els campionats AMA de motocròs tenen fins i tot més prestigi internacional que el campionat del món. Són nombrosos els pilots d'arreu del món que s'instal·len als Estats Units per a competir-hi i alguns n'han esdevinguts campions, com ara Grant Langston, Ken Roczen i Christophe Pourcel entre molts altres (el primer a fer-ho va ser Pierre Karsmakers, ja al 1973). Els màxims dominadors de la competició, però, són els americans, entre els quals cal destacar figures mítiques d'aquest esport com són ara Ricky Carmichael, Ryan Villopoto, Jeremy McGrath, Jeff Ward o James Stewart.